# جولي تي والاس
جولي تي والاس (بالإنجليزية: Julie T. Wallace)‏ هي ممثلة بريطانية، ولدت في 28 مايو 1961 في ويمبلدون في المملكة المتحدة.

## أعمال

### أفلام
- العنصر الخامس[5][6][7][8]

## وصلات خارجية
- جولي تي والاس على موقع IMDb (الإنجليزية)
- جولي تي والاس على موقع قاعدة بيانات الأفلام السويدية (السويدية)
- جولي تي والاس على موقع ديسكوغز (الإنجليزية)
- جولي تي والاس على موقع قاعدة بيانات الفيلم (الإنجليزية)